# Le Grand-Quevilly

Le Grand-Quevilly je jugozahodno predmestje Rouena in občina v severozahodnem francoskem departmaju Seine-Maritime regije Normandije. Leta 1999 je naselje imelo 26.679 prebivalcev.

## Geografija
Kraj leži na levem bregu reke Sene jugozahodno od središča Rouena; je za Sottevillom in Saint-Étiennom njegovo tretje največje predmestje.

## Administracija
Le Grand-Quevilly je sedež istoimenskega kantona, v katerega je vključen večji del njegove občine, manjši jugozahodni del občine se nahaja v kantonu Grand-Couronne. Oba kantona sta sestavna dela okrožja Rouen.